# Глен Дроувър
Глен Дроувър (на английски: Glen Drover) е канадски китарист от Отава, провинция Онтарио. Известен е като бивш китарист на Мегадет и групата на Кинг Дайъмънд, както и на собствената си група Eidolon.

## Биография
Глен Дроувър започва да свири на китара от дете и на десетгодишна възраст е подкрепен от брат си Шон на барабани. Повлиян от Тони Макалпин, Ал ди Меола, Ранди Роуд, Грег Хоу, Майкъл Ромео, Джордж Линч, Уорън Демартини и Дейвид Гилмър, братята Дроувър основават траш/пауър метъл групата Eidolon през 1996, издавайки седем албума до днешни дни.

### Кинг Дайъмънд (1998 – 2000)
През 1998 г. Дроувър се присъединява към групата на Кинг Дайъмънд и участва в създаването на албума House of God.

### Мегадет (2004 – 2008)
През 2004 г. Дроувър се присъединява към траш метъл групата Мегадет, довеждайки брат си със себе си. След продължително световно турне, Дроувър участва в издаването на албума United Abominations, като водещ китарист и сътекстописец на една от песните. Докато е зает със записите на този албум, като гост-музикант Дроувър също изнася китарно соло в песента „Emotional Coma“ на шведсата група Lion's Share. Drover recorded his solo at home in Canada, and sent the music file to the band.
През януари 2008 г. китаристът напуска Мегадет, за да се отдаде на семейството си и защото тогавашното турне започва да оказва отрицален ефект врху него самия. Последният му концерт с групата е на 18 ноември 2007 г. в Брисбейн, Австралия.

### Тестамент
На 22 октомври 2008 г. „Тестамент“ обявяват, че са осигурили китариста Глен Дроувър за предстоящото им мексиканско турне с Джудас Прийст.

## Групи
- Eidolon 1993 – днес
- Кинг Дайъмънд 1998 – 2000
- Мегадет 2004 – 2008
- Тестамент 27/10/2008 – 31/10/2008 (турне)

## Частична дискография

### Eidolon
- Sacred Shrine (1993)
- Zero Hour (1996)
- Seven Spirits (1997)
- Nightmare World (2000)
- Hallowed Apparition (2001)
- Coma Nation (2002)
- Apostles Of Defiance (2003)
- The Parallel Otherworld (2006)

### Кинг Дайъмънд
- House of God (2000)

### Мегадет
- Gigantour (2005)
- Arsenal of Megadeth (2006)
- Gigantour 2 (2006)
- That One Night: Live in Buenos Aires (2007)
- United Abominations (2007)